# Gabriela Trușcă
Gabriela Trușcă, född den 15 augusti 1957 i Bacău, Rumänien, är en rumänsk gymnast.
Hon tog OS-silver i lagmångkampen i samband med de olympiska gymnastiktävlingarna 1976 i Montréal.